# Forma (revista)
Forma és una revista artística editada entre 1904 i 1908 dirigida pel Miquel Utrillo. La publicació, impresa a Barcelona, es va difondre en català, francès i castellà. La revista, de caràcter mensual, va patir un parèntesi entre gener de 1905 i setembre de l'any 1906, durant el qual no es va publicar cap número. El conjunt de Forma al complet consta de 26 números, on destaquen articles exhaustius sobre artistes nacionals, notícies relacionades amb el món de l'art, i nombroses reproduccions gràfiques en blanc i negre d'alta qualitat. Puntualment, fins i tot, apareixen reproduccions d'obres a color. Tal com resa el mateix subtítol de la revista, a Forma es realitza una selecció d'obres d'art nacionals i internacionals ubicades a Espanya. El gruix de les obres escollides per a la publicació pertanyen, en gran manera, a grans figures de l'art espanyol com Velázquez, Goya, Zurbarán i Ramon Casas, qui també va participar activament en aquesta revista, principalment en el vessant gràfic. Quant al vessant literari, restarà a càrrec, en bona part, de Miquel Utrillo, però també hi apareixen altres signatures, com Josep Gudiol, Josep Pijoan, Rafael Domènech, entre d'altres. És considerada com la continuadora de Quatre Gats i Pèl & Ploma, revistes en les quals va col·laborar en major o menor grau el mateix Utrillo.

## Aparició i fi de la revista
La Barcelona de principis del segle XX és el nucli de l'avantguarda artística, el París del Sud, com se l'ha anomenat de vegades. Dintre d'aquest circuit artístic, un dels eixos fonamentals que actuaran com a plataforma de difusió i consolidació dels artistes seran, sens dubte, les publicacions periòdiques i les revistes il·lustrades artístiques, que viuran un moment d'auge i plenitud entre les darreries i el començament de segle. El nombre de publicacions que apareixeran durant aquests anys, entorn del 1900, és molt elevat i tindran una importantíssima difusió; també serà considerable, malauradament, el nombre de baixes i publicacions que cancel·laran la seva edició. La revista artística de caràcter mensual Forma, a càrrec de Miquel Utrillo i de Ramon Casas, n'és un exemple.

### De 'Els Quatre Gats' a 'Forma'
L'aparició de Forma no s'entén sense dues publicacions immediatament precedents, en les quals la figura d'Utrillo resulta crucial: es tracta de la popular revista Els Quatre Gats (1899), i de la seva continuadora Pèl & Ploma (1899-1903).
La revista Els Quatre Gats, dirigida per Pere Romeu, fou l'òrgan de difusió de l'homònima taverna, situada al barceloní carrer Montsió i ubicada als baixos de la Casa Martí, dissenyada per Josep Puig i Cadafalch. Aquest local regentat per artistes i intel·lectuals es va convertir en un important focus d'atracció per als modernistes més liberals. En un intent de categorització potser massa polaritzada, s'ha volgut veure en aquesta formació la reunió de l'ala més progressista i liberal del Modernisme, mentre que el Cercle Artístic de Sant Lluc, representat pels germans Llimona i assessorats pel bisbe Josep Torras i Bages, es correspondria al vessant més dretà, catòlic i conservador d'aquest corrent. La revista Els Quatre Gats va tenir una curta durada, amb prou feines 15 números. Miquel Utrillo va aportar molts dels escrits de la revista, que sovint signava amb el pseudònim del ‘Pinzell'. Al cap de tres mesos, però, va aparèixer Pèl & Ploma. Tal com anunciava Pere Romeu al darrer número d'Els Quatre Gats, aquesta nova revista comptava amb Miquel Utrillo en el vessant literari i amb Ramon Casas en la part gràfica.
La publicació Pèl & Ploma, que veu finalitzada la seva edició l'any 1903, va veure's continuada per la revista Forma, tal com recull La Vanguardia en un fragment prou aclaridor:
| «                                                                                                  | “Hemos recibido una atenta carta de don Miguel Utrillo, participándonos que con el número de diciembre último cesa la publicación de Pel y Ploma, empezando en cambio la de la nueva revista Forma, que es una transformación y mejora de Pel y Ploma, aumentando su parte artística hasta los últimos límites en nuestro país y disminuyendo la parte consagrada al texto, que ofrece poco interés general para el público del extranjero y aun para el de fuera de Cataluña. Además de la edición catalana, cada número contendrá la traducción francesa, á fin de que se enteren fuera de nuestro país de los comentarios á que se puedan prestar los trabajos de nuestros artistas. Para el resto de España y de la América latina se publicará una edición exactamente igual á la otra, pero con el texto en castellano y en francés.”. | » |
| — Anònim, Publicaciones Recibidas, La Vanguardia, edició de divendres, 01 de gener de 1904, pp. 3" | |   |

La Vanguardia va continuar fent-se ressò de les successives aparicions de Forma, tot lloant al seu director, Miquel Utrillo, per la selecció acurada de continguts i el seu savoir faire. El diari barceloní no va estalviar en lloances a la revista en la seva secció dedicada a les publicacions periòdiques: 
| « | “Esa revista, por sus condiciones tipográficas y por lo selecto de los trabajos que reproduce, merece de todas veras que el público la acoja favorablemente por ser una publicación modelo, que honra á nuestra ciudad.” | » |
| — Anònim, Publicaciones Recibidas, La Vanguardia, edició del dissabte, 21 de maig de 1904, pp. 4", bold | |   |

### Miquel Utrillo: l'ànima de la publicació

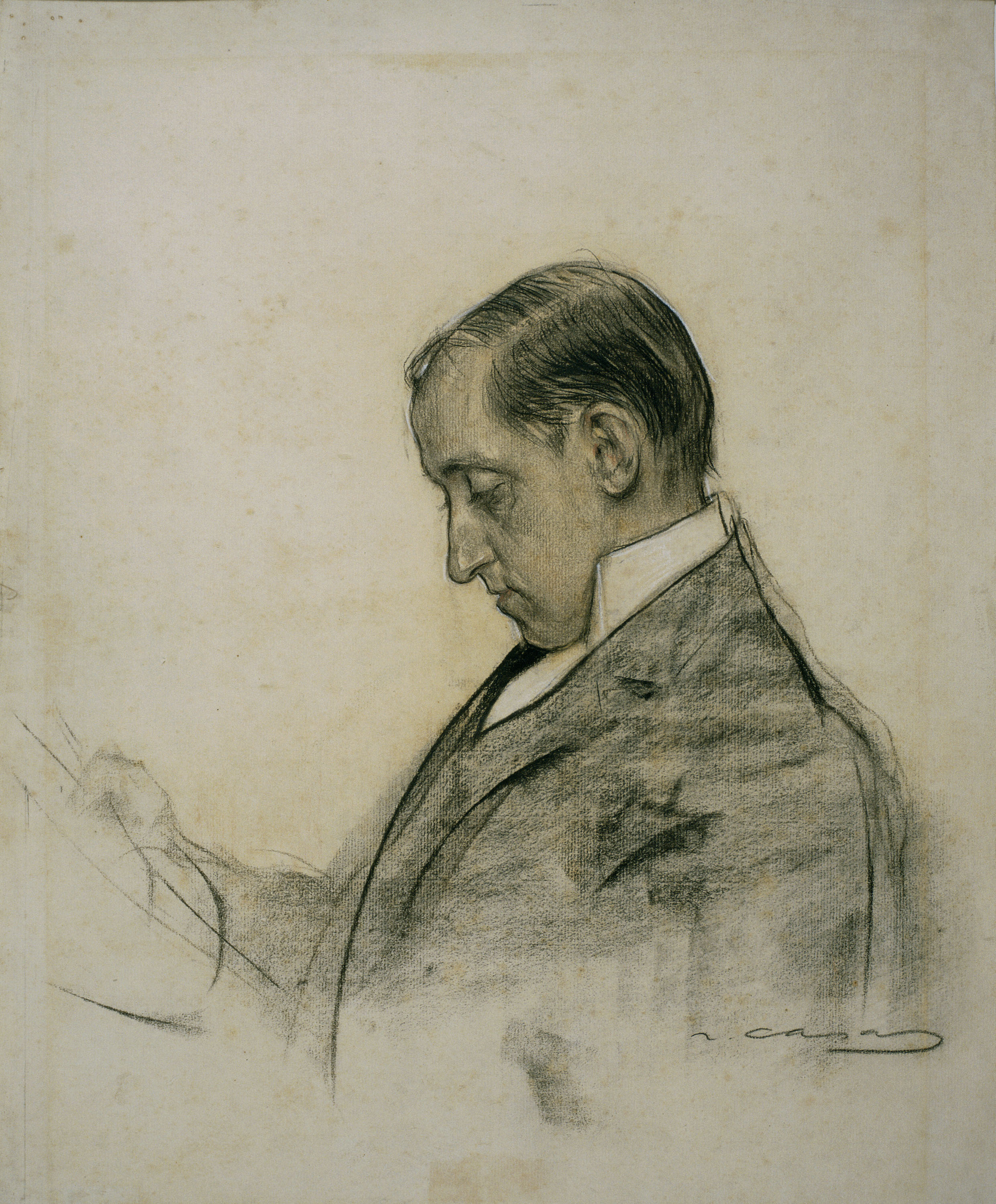
Ramon Casas. Retrat de Miquel Utrillo. 1917

Miquel Utrillo (1862-1934) és un personatge cabdal en el circuit artístic barceloní que centrarà la seva participació en l'edició de revistes artístiques il·lustrades. Juntament amb Ramon Casas, amic, company i soci en diverses empreses artístiques, forma un dels nuclis centrals de la renovació estètica catalana i barcelonina, traduint de manera personal els nous corrents provinents del París més engrescador.

### Ramon Casas i la seva col·laboració a 'Forma'

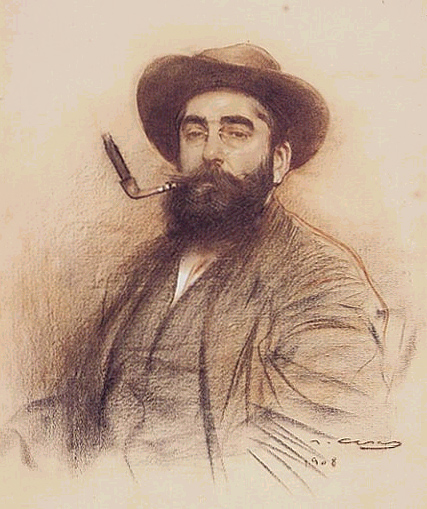
Ramon Casas. Autoretrat. 1908

Juntament amb Miquel Utrillo, l'altra gran personalitat d'importància per a la revista serà Ramon Casas, un dels artistes de referència del modernisme català. Tots dos ja havien treballat junts en les antecessores de Forma: "Els Quatre Gats" i "Pèl & Ploma", sent gairebé totes les imatges que es trobaven en aquesta última del mateix Ramon Casas.
En el cas de Forma, com ja va succeir quan va treballar en "Pèl & Ploma", va participar no només afegint obres pròpies a la publicació quan el nombre posseïa poques il·lustracions, sinó que també va ser qui va aportar la major part dels fons econòmics per a la fundació de la revista.
En alguna ocasió va ser ell i no Utrillo qui va supervisar alguns números, com en el cas del primer, publicat a finals de febrer de 1904, pel fet que Utrillo es trobava a Madrid en aquell moment. Per la correspondència que es conserva d'aquell moment sabem que Casas va demanar a Utrillo que recollís ja material per al segon número, tot i que el primer encara no havia estat publicat. Així, Ramón el que volia era una revista que anés d'una puntual periodicitat, sense que es produïssin retards en la seva publicació:
| « | “De tots maneres pensa be si convé tira endavant, et semblaque –els números podran sortir amb puntualitat perquè abans que retardar un número seria molt millor plegar, figurat que totom s'ha dat de baixa i hem de comensar de nou”. | » |
| — Carta de Ramon Casas a Miquel Utrillo, datada a Barcelona el 2 (febrer de 1904), arxiu MNAC. Barcelona." | |   |

Aquesta mateixa correspondència ens permet descobrir altres dues coses: d'una banda, el problema econòmic que va suposar per a Casas la publicació de la revista Forma, i per un altre, la dificultat que van tenir per publicar la revista d'una manera regular:
| « | “[…], segons veig amb tot el material que aquí tenen no és tan comens creyem; sols n'hia per quatre numeros; d'aquests el primer l'hi falta una part de traducció francesa; del segon mancada tota, aixis és que “Forma” no pot sortir. Llauri digam que em de fer? […]. Digam sobre tot per que encari és temps (si bé molt just) que s'ha de fer, per que si sortim haurà de serà amb regularitat i per axió no tendrien mes remey que buscá text d'unpuesto a alter, llaura diguis que, però de seguida […].” | » |
| — Carta de Ramon Casas a Miquel Utrillo amb la capçalera de “Casa J.Thomas, Mallorca 291”, datada a Barcelona el dilluns de 1906 (sense concretar el dia, arxiu MNAC. Barcelona." | |   |

D'altra banda, així mateix, va participar en diverses exposicions organitzades per la revista com "Barcelona 1902" duta a terme en 1904 a Madrid, o una altra al seu retorn a Barcelona, també en 1904, a la Sala Parés. A més, amb la finalitat de promocionar la revista, va celebrar una exposició juntament amb Miquel Blay i Fàbregas en el seu estudi de Passeig de Gràcia en 1904.

### La fi de la revista
Malauradament, l'acurada edició de la revista no va veure's acompanyada per èxit de públic. És remarcable el to que fa servir La Vanguardia, quan, en una de les seves habituals notes de premsa, continua alabant la publicació, tot “esperándose que el público corresponda á los esfuerzos de empresa tan digna de ser alentada como protegida". Els problemes econòmics arran de la manca de subscripcions, generats, al seu torn, per una edició impuntual i poc regular, va provocar la desaparició de la revista. Casas, en les seves habituals cartes a Utrillo, ja es lamentava d'aquest fet inclús en les primeres publicacions quan assegurava que:
| «                                                                                                  | “es una llástima que ‘Forma' no surti perquè té molta gent que no s'hi vol inscriure precisament per la falta de regularitat” | » |
| — Carta de Ramon Casas a Miquel Utrillo, datada del 23 de març de 1904, Arxiu del MNAC, Barcelona" | |   |

## Característiques de la revista

### Ideologia i línia editorial
El pròleg corresponent al primer número de la revista, signat per Miquel Utrillo, ens revela l'objectiu d'aquest nou projecte, així com algunes claus per entendre la línia editorial de la publicació. Per a començar, Utrillo ens aclareix el perquè del títol que dona nom a la revista. Per a ell, de tots els aspectes de l'obra d'art, ja sigui la seva capacitat evocadora d'estats d'ànim, la seva cerca de la bellesa, la voluntat d'identificar i agermanar els pobles, el més important és la forma, és a dir, les seves característiques plàstiques. En paraules d'Utrillo, de tots els aspectes definitoris d'una obra d'art, sigui una pintura, una escultura o un edifici, "la més modesta, la més visible, la més comprensible, la que veu tothom" és la forma. És la qualitat més destacada i alhora "indispensable, inherent, integral, inseparable" del conjunt de l'obra d'art. Entén la forma com allò que ho defineix tot. D'ella depèn que alguna cosa sigui bella o no. Així, un material pobre pot ser ennoblit gràcies a la forma que li doni un artista. Al seu torn, l'artista és entès, segons la filosofia de la revista, com un ser certament superior als altres, ja que pot arribar a veure la bellesa on uns altres no la troben. L'artista és, segons Utrillo, un "sabi productor d'art".
En aquestes línies del pròleg, l'autor també ens informa sobre l'objectiu de la revista, la funció que ha de tenir aquesta nova publicació ja no només en el circuit artístic, sinó en la societat. Es tracta d'una empresa altament idealista, que busca mostrar de manera imparcial un recull de les grans obres d'art del país, sense més pretensions que les de donar-les a conèixer al públic. Com ell mateix aclareix, la revista no serà espai de discussió entorn de l'obra d'art: la crítica, per tant, la deixen en mans "[d']altres publicacions concebudes amb altres idées i altres elements qu'els nostres". Utrillo defuig la crítica d'art entesa com a tal, per a oferir un catàleg pretesament imparcial de les grans obres d'art clàssiques. D'altra banda, la selecció d'aquestes obres d'art intenta no respondre a criteris "particularistes o eclèctics, exagerats o acadèmics", i deixa en mans del lector "la responsabilitat i'l judici de lo que fassin o diguin".

### Disseny gràfic: les il·lustracions a 'Forma'
La revista Forma completava els articles que ocupaven les seves pàgines amb una gran varietat d'imatges d'autors molt diferents, tant nacionals com internacionals. No obstant això, hi ha certs noms que apareixen amb una major assiduïtat per uns o altres motius. Així, com ja va succeir en les dues revistes anteriors, Ramon Casas apareixerà sovint, ja que quan faltava material per a la revista, ell mateix incloïa les seves pròpies obres per completar el número.
D'igual manera, hi ha reproduccions d'obres d'artistes modernistes d'aquell moment, com per exemple Manel Feliu, Josep Puig i Cadafalch, els germans Oslé i Xavier Gosè, il·lustrador més conegut a Alemanya que en la mateixa Barcelona que va participar en la il·lustració de moltes revistes, trobant-se entre elles "Els Quatre Gats".
D'altra banda, una gran part de les imatges que acompanyen als articles pertanyen a reproduccions de les obres de Goya, el Greco i Velázquez, ja que el modernisme tenia com a referència a aquests grans mestres de la pintura espanyola. Així, exemple d'això ho trobem en les contínues referències en l'obra de Cases a Goya, amb la manera de representar les multituds i les corregudes de toros tan similar a l'artista aragonès, i la influència que va rebre de Velázquez mitjançant el seu mestre Carolus Duran, qui ho idolatrava Un altre exemple de la gran importància que els modernistes catalans van atorgar a aquests mestres ho trobem en Rusiñol, qui va idolatrar al Greco i ho va considerar el precursor del modernisme i qui, segons Utrillo, es va sorprendre molt en conèixer a Madrid a un grup de pintors catalans que no coneixien la figura del Greco.

### Altres continguts
A banda dels articles monogràfics sobre artistes, també s'hi troben notícies que tracten sobre l'actualitat en el món de l'art. És el cas, per exemple, d'"Exposicions", on apareixen els números 1 i 7, o de "Vària" un petit article que apareixerà al final dels nombres 1, 2, 4 i 5, també utilitzats per informar sobre els problemes de la revista:
| «                                                                  | “Aquest quart número de Forma, apareix am gran retrás a conseqüència de la prolongada estada de nostre Director a Madrid, ahont ha reunit gran cantitat de material artístic, de qual calitat i interés se podrá jutjar en algun dels próxims números que anirán publicantse fins a completar el número de dotze abans d'acabar el present any” | » |
| — UTRILLO, M., Varia. Forma revista. 1904, vol. 2, num. 4, p. 160. | |   |

## Taula de continguts
En les taules següents es troba un resum dels continguts de la revista separats per cada nombre i indicant-se, si es coneix, el mes. Així, el contingut ha estat dividit en tres camps: els articles, els il·lustradors i les personalitats de les quals es parla en cada número.

### 1904
| Nº | Mes        | Textos i Autors | Il·lustradors | Persolitats de les que es parla                    |
| -- | ---------- | --- | --- | -------------------------------------------------- |
| 1  | Febrer     | - Forma per M.Utrillo - Joaquín Sorolla i els seus retrats per Juan R. Jiménez - Les arts antigues de Flandes per Anònim - "Exposicions" per Anònim - "Els nostres gravats en color" per Anònim - Varia per Anònim         | - Velazquez - LL. Dalmau - Joan Brull - Enric Galwey - Blay                                                                                          | - Joaquín Sorolla                                  |
| 2  | Març       | - Manel Feliu per Pinzell - Enric Galwey per M. Utrillo - Zuloaga y su país per Anònim - Forma en teatro per T.Espis - Les il·lustracions de Forma per Anònim - Les publicacions artístiques per Anònim - Varia per Anònim | - Manel Feliu - Carlos Vázquez - Ramon Casas - Cardona - Luís Masriera - Santiaog Rusiñol - L'escola sevillana                                       | - Manel Feliu - Enric Galwey - Zuloaga             |
| 3  | Abril      | - Els germans Oslé per M. Utrillo - La decoració de Sant Antonio de la Florida per Goya per Pinzell - Publicacions rebudes per M. Utrillo - Un catálec model per Anònim                                                    | - Miquel Oslé - Joaquin Mir - Xavier Gosé - Lluciá Oslé - Ramon Casas - Arnau - J. Puig i Cadafalch - Santiago Rusiñol                               | - Els germans Oslé - Francisco de Goya y Lucientes |
| 4  | Maig       | - L'art popular per Francisco Acebal - La forma en l'actor per Adriá Gual - Des de Brussel·les per Lluís Zulueta - Sorolla a Berlín per L. de Zulueta - Varia per Anònim                                                   | - Sorolla - I. Nonell - Domel - Enric Galwey - Manel Feliu - Xavier Gosé - Ramon Casas - Masriera Germans - Goya - Torné i Esquius - Cardona         | - Joaquín Sorolla                                  |
| 5  | Desconegut | - El museu del Prado per M. Utrillo - Museu ideal d'art espanyol per J. Pijoan - Un quadre del Greco a Bostón per T. Blackburn - Varia per Anònim                                                                          | - Joan Llimona - Ramon Casas - Sarda - Andre Parladé - Sanchez Coello - Goya - El Greco - L.L. Graner - Joseph Jimenez Aranda                        | - El Greco                                         |
| 6  | Desconegut | - Forma per G. Martínez Sierra - El tramvia de la Alhambra per M. Utrillo - Museu ideal d'art espanyol per J.Pijoan - Les esglésies espanyoles, de Rajola per M. Utrillo                                                   | - L. Escaler - Olegari Junyent - El Greco - Torné i Esquiu - Smith - Ramon Casas - Carrière                                                          |                                                    |
| 7  | Desconegut | - Les esglésies espanyoles, de Rajola per Vicente Lamperez. - Joc de Goya en la pintura per M.Utrillo. - Exposicions per Anònim.                                                                                           | - Velázquez - Goya | - Goya                                             |
| 8  | Desconegut | - Don Juan Valera y Alcalá Galiano per Pere Moles. - L'obra del Casas per M. Utrillo. | - Ramon Casas - Joan Llimona - Senyors fills de Carreras - Suec Molin - J.M. Sert                                                                    | - Don Juan Valera y Alcalá Galiano. - Ramón Casas. |
| 9  | Desconegut | - J. M. Sert, pintor per M. Utrillo. - Fet de la duquesa de Villahermosa per Anònim. - Carolus Duran per S.D. - Les pintures romàniques del museu de Vic per Joseph Gudiol.                                                | - J.M. Sert - A. Gual - Velázquez - Joseph Masriera - A. Lhardy - Ramon Casas                                                                        | - Carolus Duran. - Joseph Maria Sert.              |
| 10 | Desconegut | - Les pintures romàniques del museu de Vic per Joseph Gudiol. - Bibliografia per S.D. - Goya per M.M. - Velázquez per L.L. - Estàtues de la basílica de Sant Sernin, en el museu de Tolosa per E.S.                        | - Murillo - Sebastiá Junyent - Joseph Villegas - Comas - Mauricio Vilomara - Ramon Casas - Watteau - Anónimo perteneciente al taller de Alonso Cano. | - Goya. - Diego Velázquez.                         |
| 11 | Desconegut | - Toledo per Anònim. - Un quadre de Watteau a Madrid per Anònim. | - M. Vilomara - El Greco - Ramon Casas - Cabanyes - F. de Cidón - A. Lhardy - Xavier Gosé - F. Sardá - R. Baroja - Manel Feliu - Velázquez           | - El Greco. - Watteau.                             |
| 12 | Desconegut | - Museu ideal d'art espanyol per M. Utrillo. - El concurs Llusa per Pinzell. | - Joan Cardona - Tamburini - Gili Roig - A. Gual - L. Barrau - Romero Pabón - F. Sardá - J. Reynes - Ramon Casas - Alonso Cano - Joan Llimona        |                                                    |

### 1906
| Nº | Mes        | Textos i Autors | Il·lustradors                                                                                                   | Persolitats de les que es parla      |
| -- | ---------- | --- | --- | ------------------------------------ |
| 13 | Desconegut | - El paisatgista Jaume Pahissa per M. Utrillo - Don Baltasar Carlos, en l'escola d'equitació per Anònim - Vitraria. Ullada retrospectiva de la fabricació del vidre per Carles de Bofarull | - Jaume Pahissa - Ramon Casas - Germans Masriera - Velázquez - Arnau - Durero - Enric Sagnier                   | - Jaume Pahissa - Velázquez - Durero |
| 14 | Desconegut | - La catedral antiga de Lleida per Arturo Masriera - Pintes litúrgiques i amatòries per Marc Jesús Bertrán                                                                                 | - Rusiñol - G. Violet - Pintes de la col·lecció Bertrán                                                         | - Rusiñol                            |
| 15 | Desconegut | - Enric Serra per G. Martínez Serra - Els cartells d'Unceta per J. Valenzuela La Rose - Teixits antics per Miquel Utrillo                                                                  | - Padilla - Casas - E. Serra - Gomar - Unceta - Teixits aràbics de seda - Teixits estampats alemanys - Zurbarán | - Unceta                             |
|    |            | | |                                      |

### 1907
| Nº | Mes        | Textos i Autors | Il·lustradors | Personalitats de les que es parla        |  |
| -- | ---------- | --- | --- | ---------------------------------------- |  |
| 16 | Desconegut | - L'obra de la Sagrada Família per J. Pijoan - Fora del temps per Joan Maragall - Zurbarán per Miquel Utrillo                                             | - Zurbarán - Imatges de la Sagrada Família - Olaguer Junyent - Ramón Casas | - Gaudí - Zurbarán                       |  |
| 17 | Desconegut | - Zurbarán per Miquel Utrillo (continuació) - Aureliano de Beruete per Rafel Domenech - De la col·lecció Beruete per Miquel Utrillo                       | - Beruete - Ramón Casas - Goya - El Greco - Murillo - Thomas Lawrence - Carreño de Miranda - Velázquez - Ignasi Zuloaga | - Zurbarán - Mierevelt - Beruete         |  |
| 18 | Desconegut | - Zuloaga per Miquel Utrillo | - Zuloaga | - Zuloaga                                |  |
| 19 | Desconegut | - Els colors del Professor Fleischer per Hermann Popp - Tapissos inèdits per José Ramón Mélida - Un aguamanil de dinanderia de la col·lecció Vilomara per | - Reproducció del Tapís de les Ninfes - Talla anònima cromada del segle XV - Rusiñol - Germans Oslé - Ramón Casas - Alvarez Sotomayor - Josep Maria Sert | - Fleischer                              |  |
| 20 | Desconegut | - L'Exposició Internacional d'Art que celebra Barcelona, any 1907 per Miquel Utrillo                                                                      | - Cottet - Zuloaga - J. Mir - Mongrell - Berthe Morisot - Mary Cassatt - Gonzalo Bilbao - André - Rusiñol - Canals - Renoir - Sisley - L. Simón - Pisarro - Claude Monet - Rodríguez Acosta - Maurice Denis - F. Brangwin - Édouard Manet - Herman Richir - Edgar Farasyn - Charles Guérin |                                          |  |
| 21 | Desconegut | - La pintura, en la V. Exposició Internacional d'Art de Barcelona per Miquel Utrillo                                                                      | - Manet - Juliette Wytsman - Pisarro - Ramón Casas - R. Canals - Zuloaga - P. A. Laurens - J. Henry - J. Witelaw Hamilton - Rusiñol - Renoir - Georges Buysse - Thomas Austen Brown - Walter Westley Russell - Monet - Mary Cassatt - Morren - R. Priestman - Manet - D'Espagnat - Paco Durio - Lerolle - Berthe Morisot - Alvarez de Sotomayor - Anna Boch - Hughes Stanton - Emilio Claus - Jean Delvin - Constance Halford - Joaquim Mir - David Murehead - A. Rodin | - Zuloaga - Frank Brangwin - Joaquim Mir |  |
| 22 | Desconegut | - L'esculptura a la V. Exposició Internacional de Belles Arts. Barcelona - 1907 per Anònim                                                                | - Germans Oslé - Gerrets de la Fàbrica de Porcellana Artística Serra - C. Meunier - A. Rodin - V. Rousseau - A. Bartolomé - E. Rossi - Nemesio Mogrobejo - Rombaux - I. Smith - Goya | - Enumeració d'artistes i sales          |  |
| 23 | Desconegut | - Pintures murals de la Cartoixa d'Aula Rei per J. Valenzuela la Rosa                                                                                     | - Goya - Reproducció de tapissos flamencs anònims - Velázquez - L. Barrau - A. de Riquer - J. Mir - El Greco - R. Casas | - Goya                                   |  |
| 24 | Desconegut | - Un pintor del seu temps per Anònim - Projecte de llei presentat pel Govern a les Corts sobre criteris artístics                                         | - R. Casas - El Greco | - Goya                                   |  |

### 1908
| Nº | Mes        | Textos i Autors | Il·lustradors                                                                          | Personalitats de les que es parla |  |
| -- | ---------- | --- | -------------------------------------------------------------------------------------- | --------------------------------- |  |
| 25 | Desconegut | - Goya per Manel González Martí (Folchi) - Centenari artístic de la Guerra de la Independencia (1808) per Anònim - L'exposició hispano-francesa de Saragossa per Miquel Utrillo - Donatiu al Museu de Barcelona per Anònim | - Goya - Germans Oslé - Enric de Arfé - R. Casas - E. Hermoso Martínez - Nestor Martín | - Goya                            |  |